# ナオジョテ
ナオジョテまたはナヴヨテ（Navjote）とは、ゾロアスター教（インドではパールシー）における入門式である。他宗教からの改宗を認める人々にとっては改宗・入信の儀式でもあるが、認めない人々にとってはあくまでゾロアスター教徒として生まれた人物の通過儀礼である。

## 概要

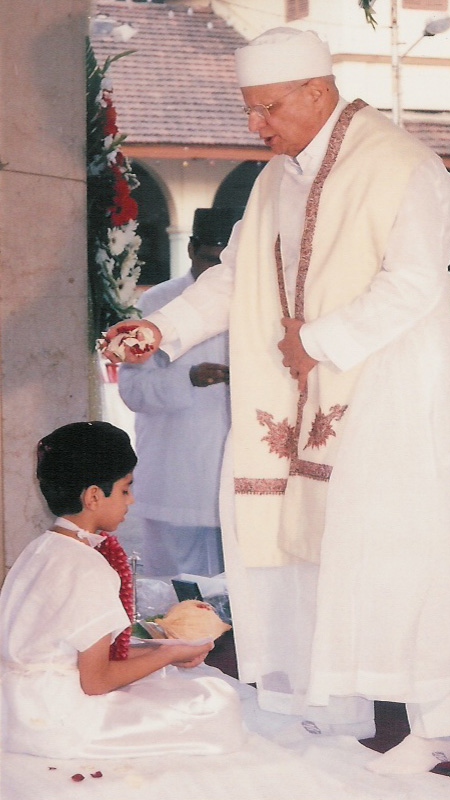
19世紀から続く神官の一族ジャーマースプ・アーサー家の第6代当主カイ・ホスロウ氏によるパールシー入信のナオジョテの儀式

ゾロアスター教への入信の儀式がナオジョテ（ナヴヨテ）である。
入信者が、純潔と新生の象徴である、クスティーと呼ばれる白い紐（糸）とスドラという白い肌着（シャツ）を授けられる儀式で、バラモン教にも対応するものがあるがバラモン教の場合は男子しか受けられないのに対し、ナオジョテは女子も対象とする。ゾロアスター教徒の子弟にこの儀式がなされるのは7歳から11歳ないし12歳ころまでであるが、儀式の意味を理解できない場合、15歳まで延期できる。ただし15歳になってもナオジョテを受けない場合、罪とされる。儀式では、クスティーとスドラを身につけ、教義と道徳とを守ることを誓願する。
なお、クスティーとスドラはゾロアスター教徒たる証とされ、入浴時以外は死ぬまで身に着けることが義務とされる。

## 儀式の様子
祭火、花束、木の実、米などが用意される。沐浴を済ませた入門者が所定の席につく。入門者のほか、司祭を含む5人の僧が儀礼に参加する。
司祭は入門者の目の前に、残りの四人は四方を取り囲むように位置取りする。5人の僧が「アフナ・ワルヤ呪」（en:Ahuna Vairya）をとなえる。司祭の主導で「パテート・パシェーマーニ」（Patet Pashemani）という祈りを行い、時に「オフルマズド・ヤシュト」（聖典アヴェスターを構成する『ヤシュト書』の最初の部分）を読み上げる。
僧たちが祈りや聖典を読み上げている間、入門者もアフナ・ワルヤを唱え続ける。それが終わると司祭は起立し、次いで立ち上がった入門者にスドラとクスティーが手渡される。手渡された入門者は司祭とともにディン・ノー・カルモー（Din no Kalmo）という信仰を告白するプロセスを経る。信仰告白の締めで正義を讃えるアシュム・ウォフー呪を三度唱え、最後に皆でアフナ・ワルヤを唱和しつつ、入門者にスドラを着させる。

## ナオジョテの宗教的・社会的意義
ナオジョテは、ザラスシュトラの教えに従い、アフラ・マズダーの信徒になることを宣言する儀式である。
儀式には入門者と儀式を直接執り行う聖職者たちだけでなく親類縁者や知人友人も参加する。彼らはナオジョテを済ませた入門者を祝福する。パールシーにおいてはその規模は100人、ときには500人以上となる。宗教的な意味だけでなく、コミュニティの一員として認められるという社会的な意味も持っている。

## ナオジョテの歴史
ザラスシュトラも布教を行っていたように、ゾロアスター教も元々は外部からの改宗を認めていた。ゾロアスター教が布教をやめたのは、イラン帝国（ペルシア帝国）が興り、メソポタミアやシリア、エジプトなど巨大な文明・文化・人口を持つ勢力を支配下に置き、間近に接するようになってイラン人（ペルシャ人）がアイデンティティの危機を感じるようになってからだとされる。イラン系の家系か、イランの土地に生まれたか、ゾロアスター教徒か、このどれかを満たすことで漠然と「イラン人・ペルシャ人」とみなされていたのが、強力な異文化・異民族に触れることで揺るがされ、血・土地・言語・宗教、これら全てを満たすことが「イラン人・ペルシャ人」の条件とされ、固定化され、他宗教からの改宗という形でゾロアスター教徒が増えることも表向きは無くなった。
サーサーン朝がイスラム教勢力によって打ち倒されると、世界宗教としてのゾロアスター教の教勢は大きく失われた。
サーサーン朝滅亡以後の事情については不明な点が多いが、ナオジョテが発展・確立したのはサーサーン朝の衰退期・混乱期と考えられている。現在伝わるナオジョテで重要な位置を占める信仰告白も、サーサーン朝以前には存在していなかった。ゾロアスター教信仰が危機にさらされる時代にあって、宗教と信仰を存続させるための努力としてナオジョテは整備され、完成した。

## 他宗教者のナオジョテ（入信・改宗）
他宗教者がナオジョテを受けることを許し、改宗を認めるかどうか。ゾロアスター教徒と他宗教者との結婚で生まれた子供の改宗を認めるかどうか。これは現在のゾロアスター教徒、パールシー共同体を揺るがす大問題となっている。ゾロアスター教徒でない人によっても「ゾロアスター教は現在、他宗教からの改宗を認めない」と説明されることは多い。実際このスタンスを固持するゾロアスター教徒は数多いが、逆に改宗を認めるゾロアスター教徒もおり、そのスタンスにより生まれた改宗ゾロアスター教徒は200万人居るとされる。前者の「保守派」も、後者の「改革派」も自身のスタンスをアヴェスターに則った正統なものとみなしている。